# Boogie Woogie Bugle Boy

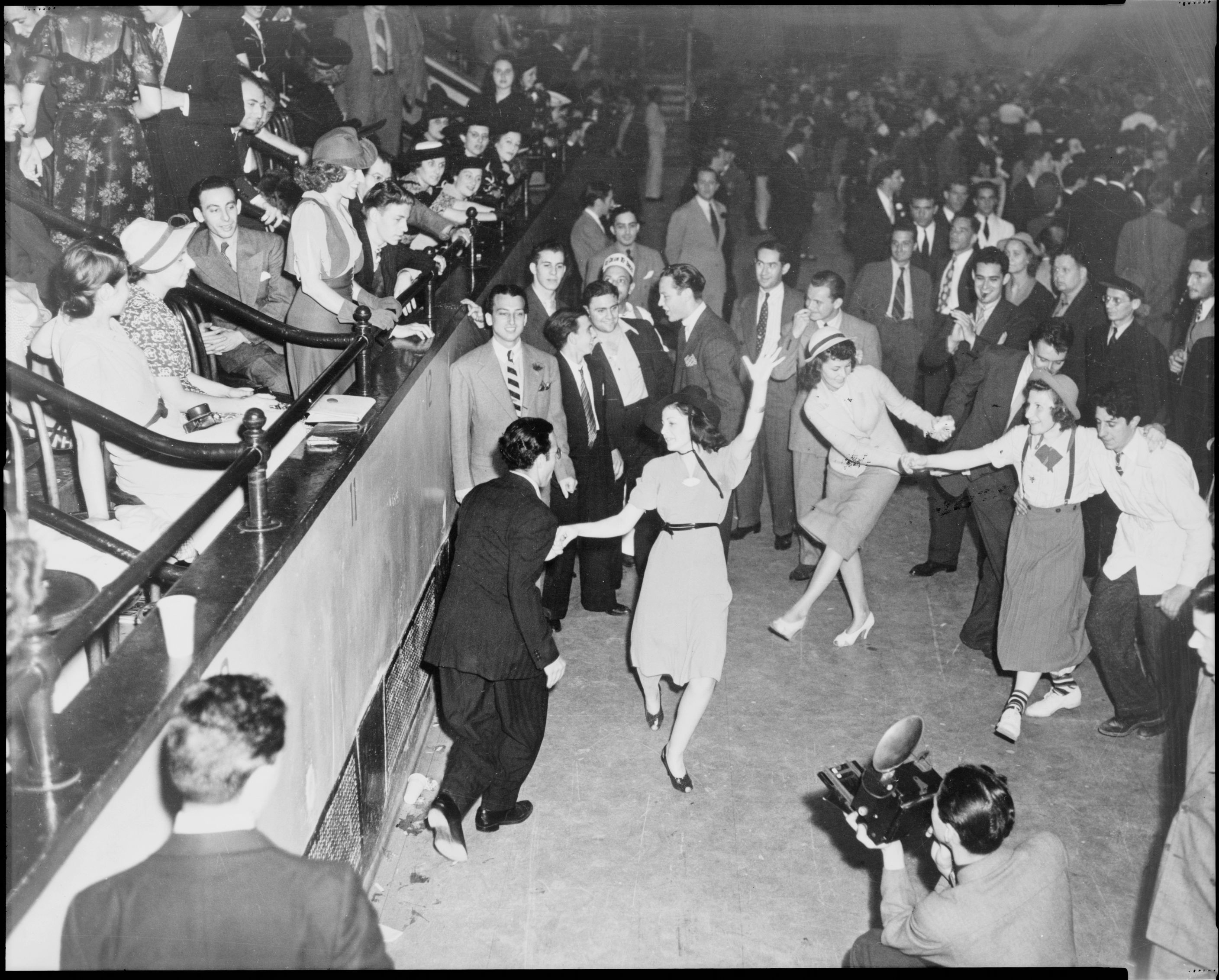
Jitterbug dancers

Boogie Woogie Bugle Boy è un brano musicale interpretato dal gruppo The Andrews Sisters ed è uscito nel 1941. 
Il brano è stato scritto da Don Raye e Hughie Prince.
Esso ha ricevuto la candidatura all'Oscar alla migliore canzone nel 1942, essendo presente nel film Gianni e Pinotto reclute.

## Cover e tributi
Nel 1973 è stato pubblicato da Bette Midler, incluso nell'album The Divine Miss M.
Altre versioni sono quelle delle En Vogue (1990), dall'album Born to Sing, The Puppini Sisters (2006), dall'album Betcha Bottom Dollar e Pentatonix (2017), dall'EP PTX, Vol. IV - Classics.
Per il video del brano Candyman, Christina Aguilera si è ispirata al trio delle The Andrews Sisters.